# Гелбінаші (комуна, Бузеу)
Гелбінаші (рум. Gălbinași) — комуна у повіті Бузеу в Румунії. До складу комуни входять такі села (дані про населення за 2002 рік):
- Бенту (918 осіб)
- Гелбінаші (1208 осіб) — адміністративний центр комуни
- Теберешть (1941 особа)

Комуна розташована на відстані 97 км на північний схід від Бухареста, 11 км на південний схід від Бузеу, 94 км на південний захід від Галаца, 121 км на південний схід від Брашова.

## Населення
За даними перепису населення 2002 року у комуні проживали 4067 осіб.
Національний склад населення комуни:
| Національність   | Кількість осіб | Відсоток |
| ---------------- | -------------- | -------- |
| румуни           | 4003           | 98,4%    |
| цигани           | 63             | 1,5%     |
| росіяни-липовани | 1              | < 0,1%   |

Рідною мовою назвали:
| Мова      | Кількість осіб | Відсоток |
| --------- | -------------- | -------- |
| румунська | 4064           | 99,9%    |
| циганська | 2              | < 0,1%   |
| російська | 1              | < 0,1%   |

Склад населення комуни за віросповіданням:
| Релігія       | Кількість осіб | Відсоток |
| ------------- | -------------- | -------- |
| православні   | 4060           | 99,8%    |
| адвентисти    | 4              | 0,1%     |
| римо-католики | 1              | < 0,1%   |

## Зовнішні посилання
- Дані про комуну Гелбінаші на сайті Ghidul Primăriilor [Архівовано 4 квітня 2013 у Wayback Machine.]